# Viggo A. Kjær
 Der er flere personer med dette navn, se Viggo Kjær.
Viggo Axel Kjær (4. april 1899 i København – 9. oktober 1969) var en dansk civilingeniør og professor.
Han var søn af ingeniør Jens Jensen Kjær (død 1920) og hustru Ellen Frederikke f. Møller (død 1911), blev cand. polyt. (maskiningeniør) fra Polyteknisk Læreanstalt 1923 og var ansat hos Burmeister & Wain 1923-33. Fra 1933 var Kjær selvstændig rådgivende ingeniør og blev samme år videnskabelig assistent ved Danmarks Tekniske Højskole. Han blev lektor i forbrændingsmotorer og luftkompressorer 1939 og professor i maskinlære sammesteds 1946 og var leder af højskolens forskningslaboratorium for forbrændingsmotorer fra 1953. Kjær var sagkyndig ved besættelsen af professoratet i forbrændingsmotorer ved Chalmers tekniska högskola i Göteborg 1939.
Viggo A. Kjær var medlem af Patentkommissionen 1948 og af Eksamenskommissionen for de tekniske skoler 1949-55 og medlem af Akademiet for de Tekniske Videnskaber. Kjær var Ridder af Dannebrog.
Gift 16. april 1930 med Magdalene Braad (26. september 1899 i Aarhus – ?), datter af fabrikant Søren Braad (død 1936) og hustru Karoline f. Jensen (død 1944).